# Mus terricolor
Mus terricolor é uma espécie de roedor da família Muridae.
Pode ser encontrada nos seguintes países: Índia, Bangladesh, Nepal e Paquistão.